# Mohsen Araki

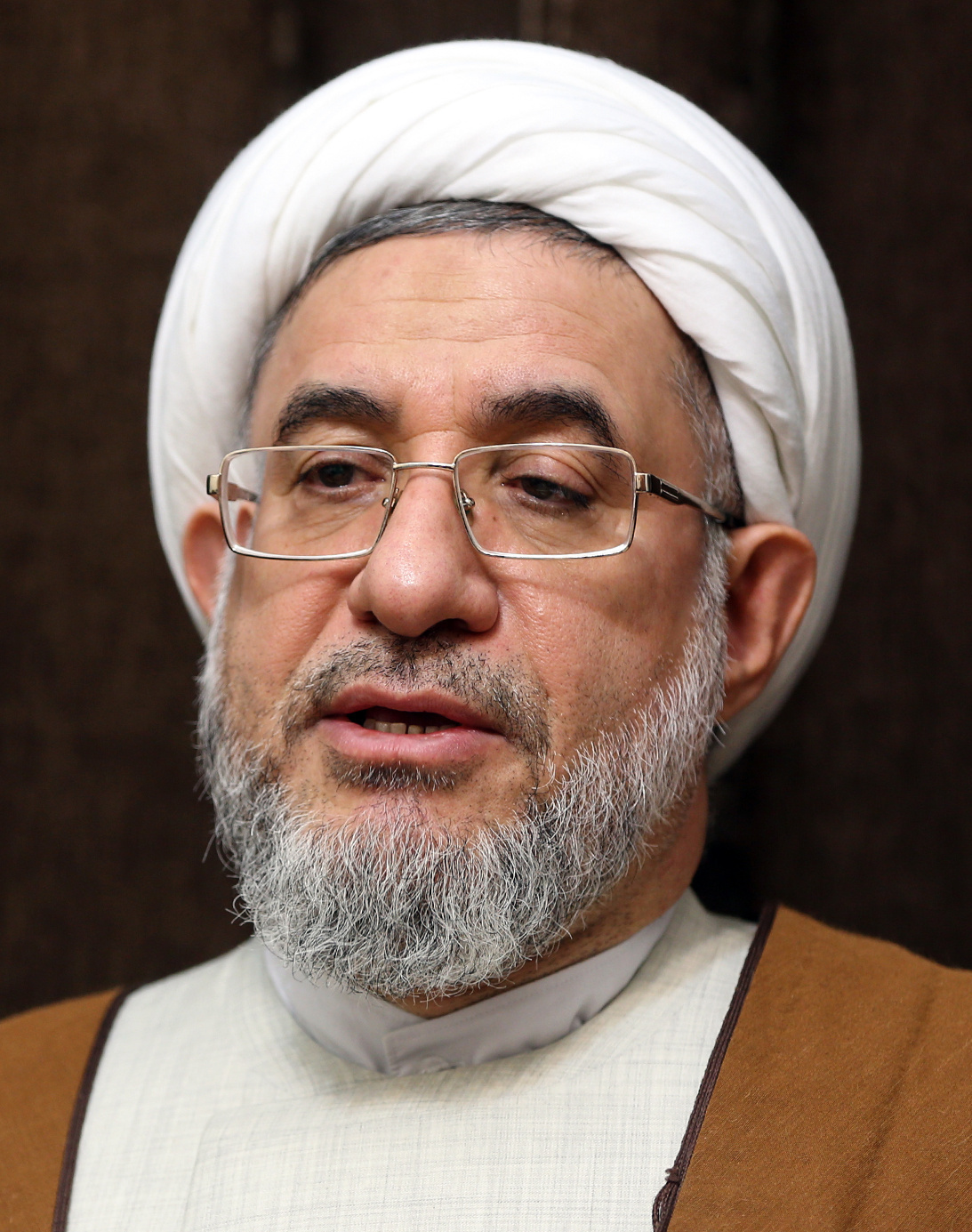
Mohsen Araki in 2019

Ajatollah Mohsen Araki  (anhörenⓘ; persisch محسن اراکی‎/ arabisch محسن الأراكي, DMG Muḥsin Arākī; * 1955 in Nadschaf, Irak) ist ein iranischer schiitischer Geistlicher. Er ist als Nachfolger von Mohammad Ali Taschiri der Generalsekretär des Weltverbandes für die Annäherung der Islamischen Rechts- und Denkschulen (persisch مجمع جهانی تقریب مذاهب اسلامی / Majma Jahani Taghrib Mazaheb Islami; engl. World Assembly for Proximity of Islamic Schools of Thought; Abk. WAPIST) mit Hauptsitz in Teheran.
Er war ein Gründungsmitglied der Expertenversammlung und ein Schüler des Großajatollahs Mohammed Baqir al-Sadr.
Er war der persönliche Repräsentant von Ajatollah Ali Chamene’i (des höchsten Repräsentanten des Staates) in London, und bis 2004 auch Leiter des Islamic Centre of England (ICEL).

## Werke (Auswahl)
- Contemporary Islamic Awakening: Phases and Pioneers (Studies in Islamic thought)
- Dialogue on immamah (leadership) between Ayatollah Mohsen Araki and Dr. Mohammad bin al-Masri
- Introduction to Islamic Mysticism
- Ideological and jurisprudential frontiers of Islam : a scrutiny into Islam’s theory and practice compiled in the form of questions and answers addressing the key issues in human life in the light of the edicts of Imam Khamenei
- The Quranic textual theory on Islamic leadership (imamate)